# Giardino all'inglese

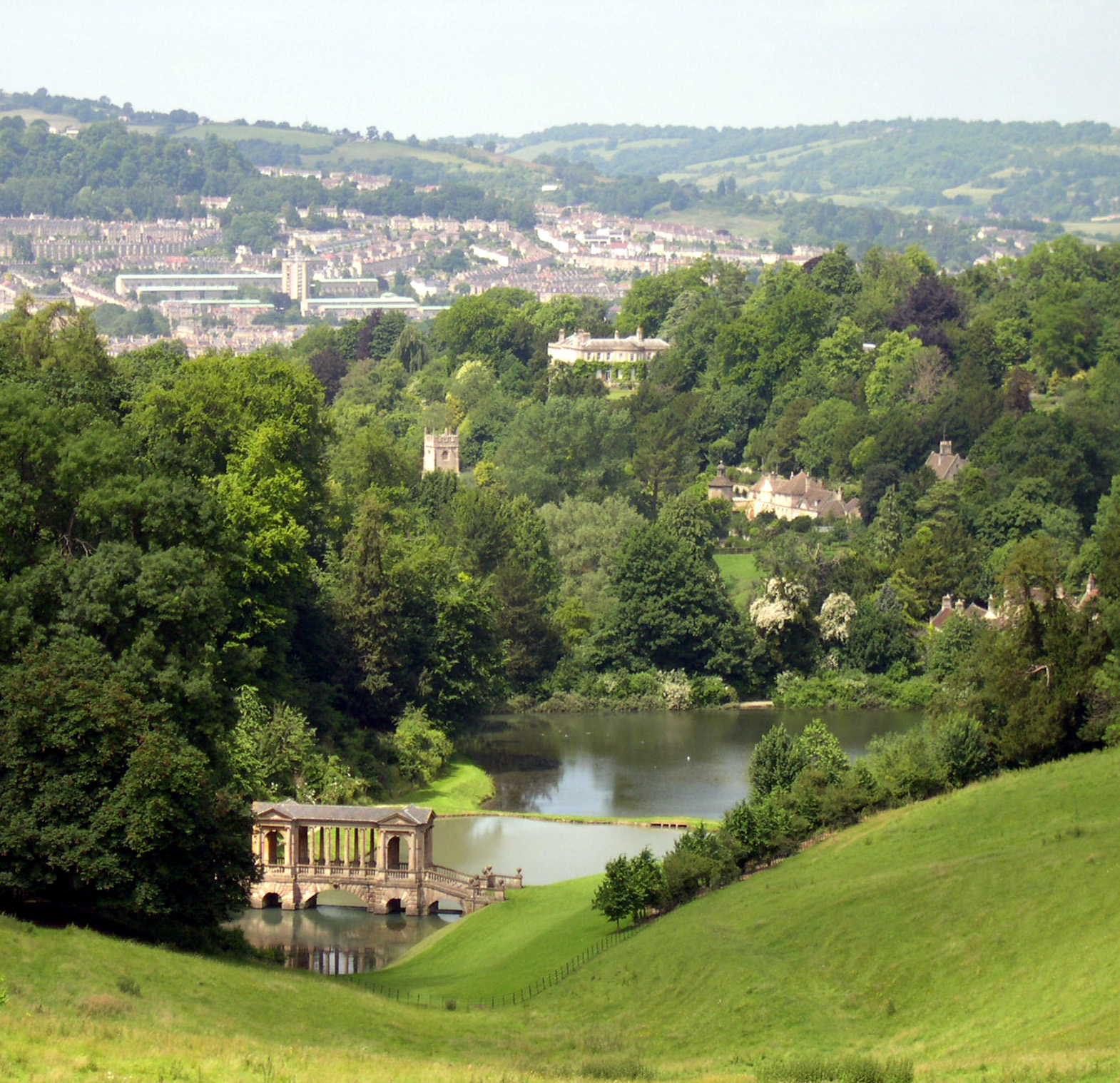
Il ponte palladiano di Prior Park a Bath, nel Somerset

Il giardino all'inglese è un tipo di giardino, sviluppato nel corso del Settecento in accordo con il concetto di pittoresco, che al contrario di quelli geometrici (all'italiana e alla francese), non si avvale più di elementi per definire e circoscrivere lo spazio, come fondali, quinte arboree o prospettive, ma si basa sull'accostamento e sull'avvicendarsi di elementi naturali e artificiali, tra cui grotte, ruscelli, alberi secolari, cespugli, e capricci come pagode, pergole, bersò, tempietti neoclassici e rovine (simulanti l'aspetto di resti archeologici antichi o medievali), che chi passeggia scopre senza mai arrivare ad una visione d'insieme; nonostante l'aspetto simile ad un paesaggio naturale, è comunque un luogo in cui la natura non è mai incolta, anche quando assume un'apparenza selvaggia.

## Storia

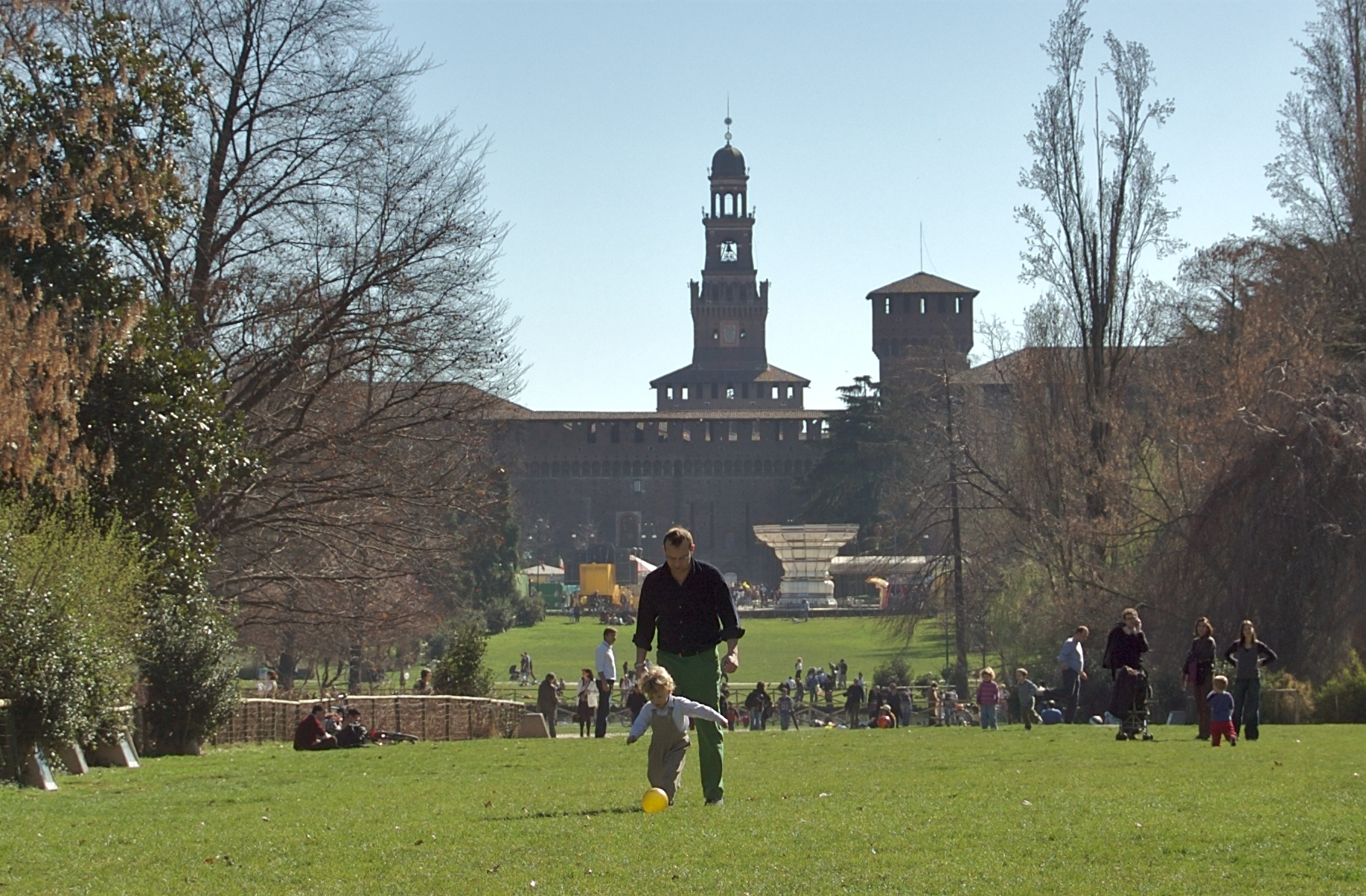
Il Parco Sempione di Milano con dietro il Castello Sforzesco

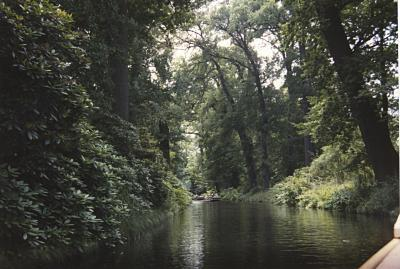
Il Regno giardino di Dessau-Wörlitz, uno dei maggiori parchi all'inglese dell'Europa ottocentesca

Il giardino all'inglese è un fenomeno che ebbe inizio attorno al XVIII secolo, conducendo al superamento dei vecchi schemi geometrici (giardino all'italiana e giardino alla francese) all'interno dei nuovi giardini nobiliari.

### Legami con l'Illuminismo
È un fenomeno a volte legato all'Illuminismo, che vede il giardino come il luogo in cui il piacere, suscitato dall'avvicendarsi delle sorprese, viene temprato dall'armonia che lega le varie parti, attraverso la contrapposizione degli opposti, come il regolare al selvaggio, il maestoso all'elegante, l'ameno al malinconico, in modo da bilanciare le differenti sensazioni.
Un esempio è quello realizzato a Stowe, in Inghilterra, tra il terzo e quarto decennio del Settecento da Charles Bridgeman e da William Kent. Nel parco si susseguono, disseminati in un terreno irregolare, 38 monumenti, tra cui la Piramide, il tempio di Venere e Bacco, il tempio dei grandi uomini britannici e il tempio gotico, in modo che vi sembrino riuniti differenti luoghi e civiltà.

### Giardino romantico
Più spesso il giardino all'inglese è legato al Romanticismo, che esaltava la spontaneità della natura e le sue espressioni più selvagge, in grado destare uno senso di stupore e meraviglia superiori rispetto a qualsiasi creazione artificiale dell’uomo. Per questo motivo la progettazione del giardino all’inglese si svincola dalle rigide e ordinate simmetrie dei giardini formali alla francese e all'italiana. In questo caso, prende il nome di "giardino romantico" o "giardino romantico all'inglese".
La sintesi di questa nuova idea del giardino è il testo Ichonografia rustica, di Stephen Switzer, edito nel 1718, in cui si propone una nuova idea di giardino basato su tre principi  progettuali:
- Utile Dulci, ossia la ricerca di un equilibrio tra composizione e risparmio di risorse
- Ingentia Rura, ossia l'inserimento armonico del giardino nella campagna circostante
- Symplex Munditiis, ossia mettere l’essenzialità come base della progettazione

L'architettura del paesaggio all'inglese, originato dall'estetica di Joseph Addison, risente sia dell'estetismo neoclassico di Winckelmann sia del naturalismo derivato dalle teorie filosofiche di Rousseau e del suo allievo paesaggista René-Louis de Girardin, trovando la sua massima espressione in epoca illuminista e romantica, rimanendo preponderante in tutto il XIX secolo.

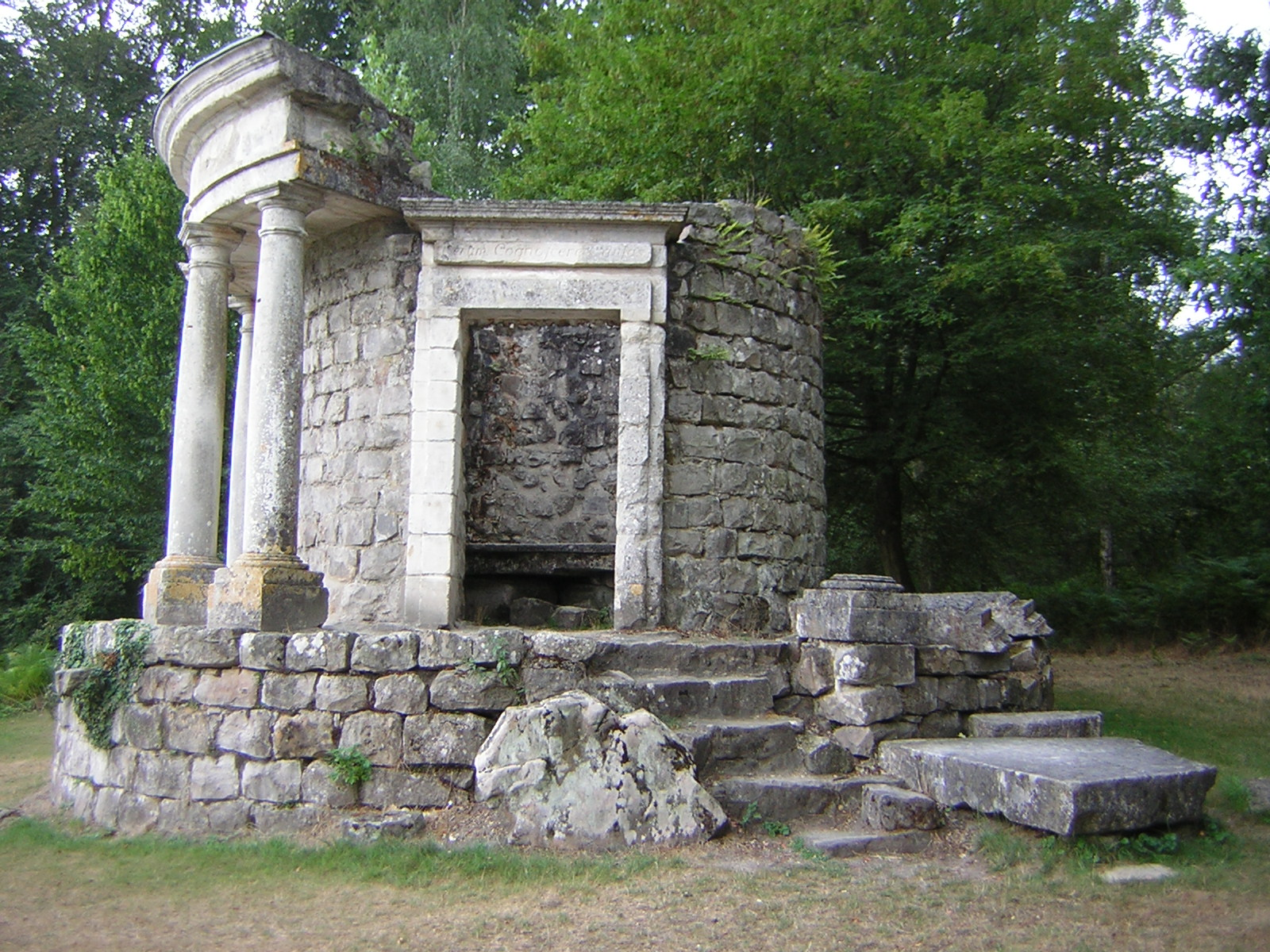
Il Tempio della Filosofia a Ermenonville. Parco Jean-Jacques Rousseau

(Joseph Addison, 1712)
(Jean-Jacques Rousseau)

### Diffusione
In Francia sono presenti ad esempio il Parco Jean-Jacques Rousseau di Ermenonville (ex tenuta del marchese Girardin e luogo dove morì e fu inizialmente sepolto il filosofo), il Parco del Castello di Fontainebleau (come fatto modificare da Napoleone), e il giardino presente nell'Hameau de la Reine, finto villaggio rurale e dipendenza del Petit Trianon alla reggia di Versailles, edificato per la regina Maria Antonietta all'interno del grande parco (che è invece perlopiù un giardino alla francese) che circonda il palazzo reale. Sul modello di Ermenonville, compresi gli omaggi a Rousseau, è il Regno giardino di Dessau-Wörlitz.
Il giardino all'inglese venne molto sviluppato in Italia da Ercole Silva, che lo applicò alla propria villa; in seguito riscosse una buona fortuna e lo stesso Ercole Silva partecipò alla realizzazione di diversi parchi e giardini all'inglese, come i Giardini Reali di Monza e il Giardino della Villa Belgiojoso Bonaparte.
In Italia vi sono anche ad esempio il Giardino inglese di Palermo (Parco Piersanti Mattarella), costituito perlopiù da specie mediterraneee ed esotiche, il Parco giardino Sigurtà, i giardini di Villa Mosconi Bertani, il Parco Sempione di Milano e il giardino Treves de Bonfili, oggi appartenente al Comune di Padova che ne ha, con tutti i limiti dei gravi danni subiti a metà Novecento, restaurato una parte. Di valore botanico e storico il Giardino all'inglese della Reggia di Caserta, realizzato da John Andrew Graefer, e i Giardini botanici Hanbury di Ventimiglia.
Negli Stati Uniti famoso è il Central Park di New York.